# Бабушка лёгкого поведения
«Ба́бушка лёгкого поведе́ния» — российская кинокомедия режиссёра Марюса Вайсберга. Премьера фильма состоялась 17 августа 2017 года. Единственный российский фильм лета 2017 года, окупившийся в прокате. Телевизионная премьера состоялась 13 ноября 2017 года на канале ТНТ. Фильм получил смешанные зрительские оценки и большой успех в прокате. За ним последовали прямой сиквел «Бабушка лёгкого поведения 2. Престарелые мстители» (2019) и приквел «Прабабушка лёгкого поведения. Начало» (2021).

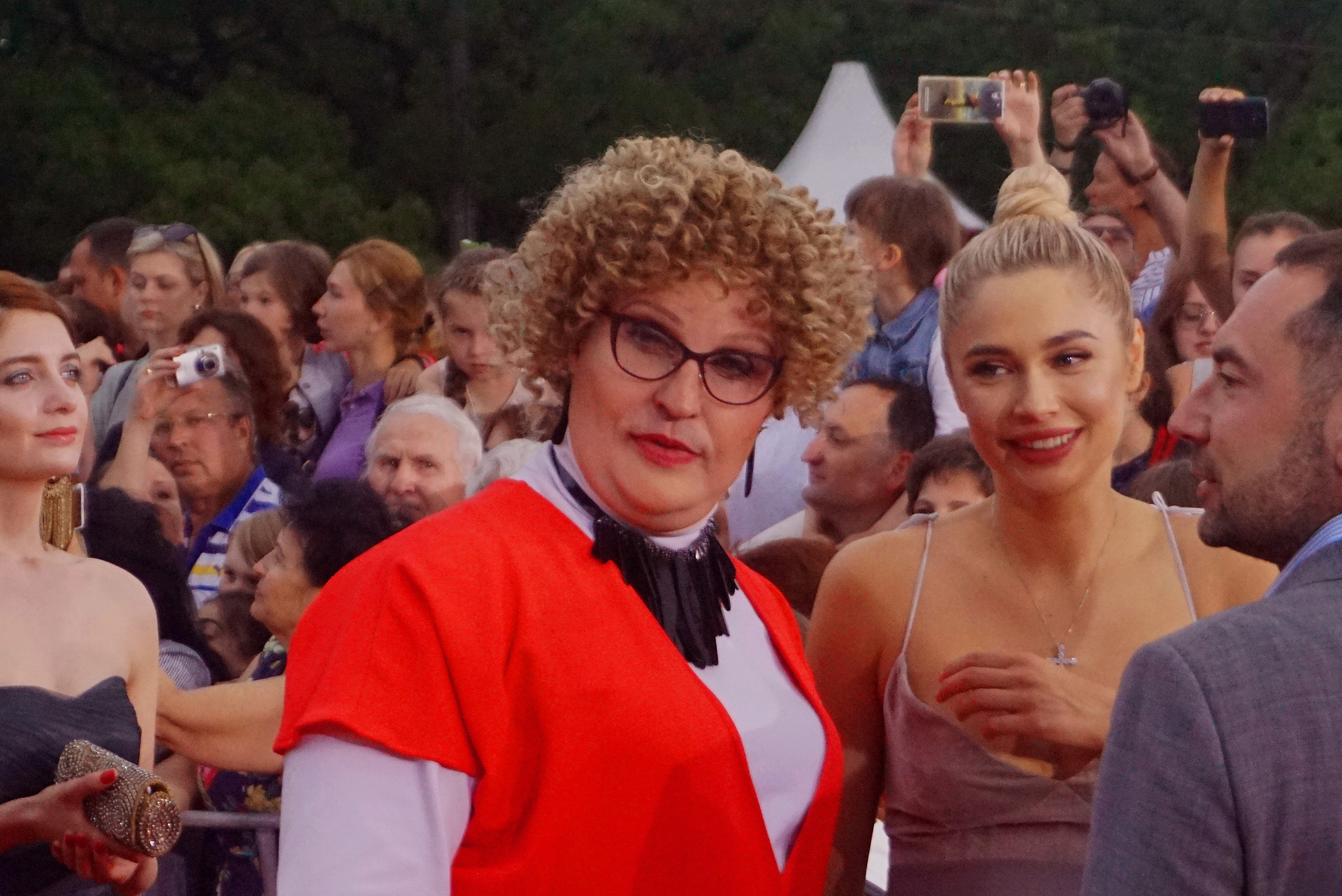
Александр Ревва на «Кинотавре»-2017

## Сюжет
Александр Рубенштейн по прозвищу Трансформер обладает талантом перевоплощения в разные образы. Этот навык используется им в криминальных целях. После неудачного дела Саня вынужден скрываться от преследователей в доме престарелых своего дяди, выдавая себя за бабушку. Там он встречает девушку Любу и влюбляется, но в него самого неожиданно влюбляется дедушка из дома престарелых.

## В ролях
| Актёр                              | Роль                                                           |
| ---------------------------------- | -------------------------------------------------------------- |
| Александр Ревва                    | Александр Владимирович Рубенштейн / Александра Павловна Фишман |
| Наталья Чистякова-Ионова (Глюкоза) | Любовь                                                         |
| Евгений Герчаков                   | дядя Сани Николай Петрович Рубенштейн                          |
| Владимир Толоконников              | Анатолий Борисович Бессонов                                    |
| Марина Федункив                    | Тоня (Антонина Ивановна) Петрова, медсестра                    |
| Елена Валюшкина                    | Лиля, заведующая                                               |
| Ёла Санько                         | амнезийщица                                                    |
| Светлана Суханова                  | Мария                                                          |
| Любовь Ревва                       | тётя Рая                                                       |
| Даниил Фёдоров                     | художник                                                       |
| Александр Лырчиков                 | Михаил Павлович Лаврёнов                                       |
| Наталья Бардо                      | подельница Александра Виктория                                 |
| Елена Рубина                       | Пелагея                                                        |
| Гамлет Петросян                    | Гамлет                                                         |
| Геннадий Макоев                    | полковник Кулагин                                              |
| Нина Славнова                      | Пелагея                                                        |
| Николай Иванов                     | помощник олигарха                                              |
| Филипп Киркоров                    | камео                                                          |
| Виктор Низовой                     | олигарх                                                        |

## Съёмки
Идея фильма принадлежит Александру Ревве. На съёмках фильма было задействовано около двадцати каскадёров. Нанесение грима Ревве для создания образа тётушки занимало ежедневно 2-3 часа.

## Критика
Фильм получил преимущественно отрицательные отзывы в российской прессе. Критик Борис Иванов с портала Film.ru называет картину халтурой с провальным сценарием. Лучше о фильме отзывается Intermedia, но также сравнивает фильм с «Тутси» и «В джазе только девушки», — не в пользу «Бабушки лёгкого поведения». Резко раскритиковали фильм обзорщик BadComedian, обвинив в плагиате, а также Российская газета и «Наша газета».